# Jean-Marie Bonnassieux
Pour les articles homonymes, voir Bonnassieux.
Jean Marie Bienaimé Bonnassieux est un sculpteur français, né le 18 septembre 1810 à Panissières (Loire) et mort le 3 juin 1892 à Paris 7e.
Bonnassieux est avant tout un sculpteur de commande, qui se spécialise par la suite dans la sculpture religieuse. Il commence sa carrière de sculpteur en étudiant auprès de Jean-François Legendre-Héral à Lyon, puis dans l’atelier d'Auguste Dumont à Paris.

## Biographie

### Jeunesse et études
Jean Marie Bienaimé Bonnassieux est né le 18 septembre 1810 à Panissières. Il est le fils de Jeanne Vergoint et Mathieu Bonnassieux, un menuisier.
Son intérêt pour la sculpture se manifeste dès le plus jeune âge, notamment avec des figurines taillées en bois. C’est ainsi qu’en 1828, le curé de la commune fit entrer Bonnassieux, avec l’accord de son père, en apprentissage chez Juveton, fabricant d’ornements d’église à Lyon. En 1832, il remporte la médaille d’or du concours de fin d’année et est ainsi exempté de service militaire. En 1833, il exécute un Hyacinthe blessé par le disque d’Apollon, qui est exposé à l’Exposition lyonnaise de 1833, puis au Salon de 1834.
Le jeune sculpteur est remarqué par Jean-François Legendre-Héral qui l'accompagne à Paris en avril 1834. Il le recommande à David d'Angers et Orsel et, par la même occasion, le fait rentrer dans les ateliers de Denis Foyatier puis d'Auguste Dumont. Legendre-Héral eut sur sa vie une influence particulière et positive puisqu’il était complètement dévoué à son élève, il partageait son temps, son expérience et même en cas de besoin sa bourse. L’artiste dit à propos de son maître : « Bien des gens m’ont aidé, m’ont dirigé dans ma carrière, je dois beaucoup à monsieur Dumont, beaucoup à monsieur Ingres, et je leur en suis reconnaissant. Mais tout cela est peu de chose à côté de ce que je dois à monsieur Legendre-Héral. C’est lui qui m’a fait ce que je suis »[réf. nécessaire].
À l'automne 1834, Bonnassieux passe le concours d'entrée à l'École des beaux-arts, où est admis à la 7e place. Pendant son parcours aux Beaux-Arts, il étudie l'anatomie en assistant aux dissections du docteur Terrasse à Clamart. Ces observations sont source de réflexion pour Bonnassieux, tel qu'il l'écrit le 16 janvier 1836 dans son journal : « en poursuivant le muscle jusqu'où il s'attache, j'étudie non seulement le mouvement qu'il produit et la limite de ce mouvement mais encore et surtout la saillie et dépression qu'en reçoit l'extérieur ».

### Voyage à Rome

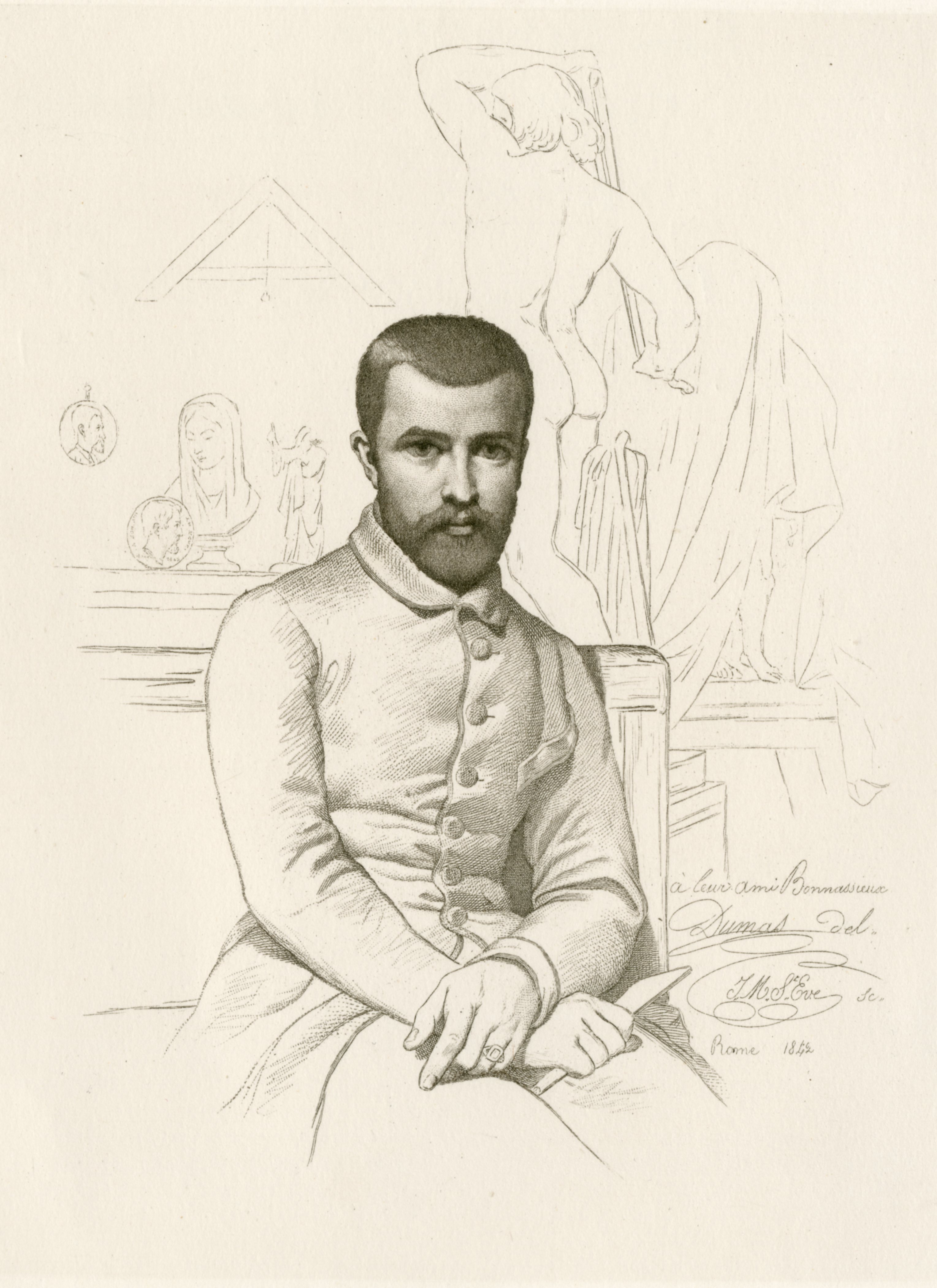
Jean-Marie Saint-Ève, Portrait du sculpteur Bonnassieux (1842), gravure d'après Michel Dumas.

En 1836, Bonnassieux obtient le 1er grand prix de Rome avec son bas-relief La Mort de Socrate, ce qui lui permet d'être pensionnaire à la villa Médicis à Rome de 1836 à 1842. Il y obtient plusieurs commandes publiques et privées, dont de nombreux bustes en raison de son habileté à traiter le portrait. Parmi eux, on peut citer le Buste de Lacordaire situé à Paris, ou celui de Jeanne Hachette visible au jardin du Luxembourg.
Malgré son enthousiasme durant ses premiers à Rome, Bonnassieux prend rapidement du retard sur son travail, en partie à cause des nombreuses fièvres dont il souffre régulièrement. À la fin de l'année 1841, le sculpteur ne loge plus à la villa Médicis, mais est contraint de s'installer en ville jusqu'en juillet 1842 pour terminer David, sa figure de dernière année. Quelques mois avant le rendu, l’œuvre est encore au stade d'ébauche.

### Carrière

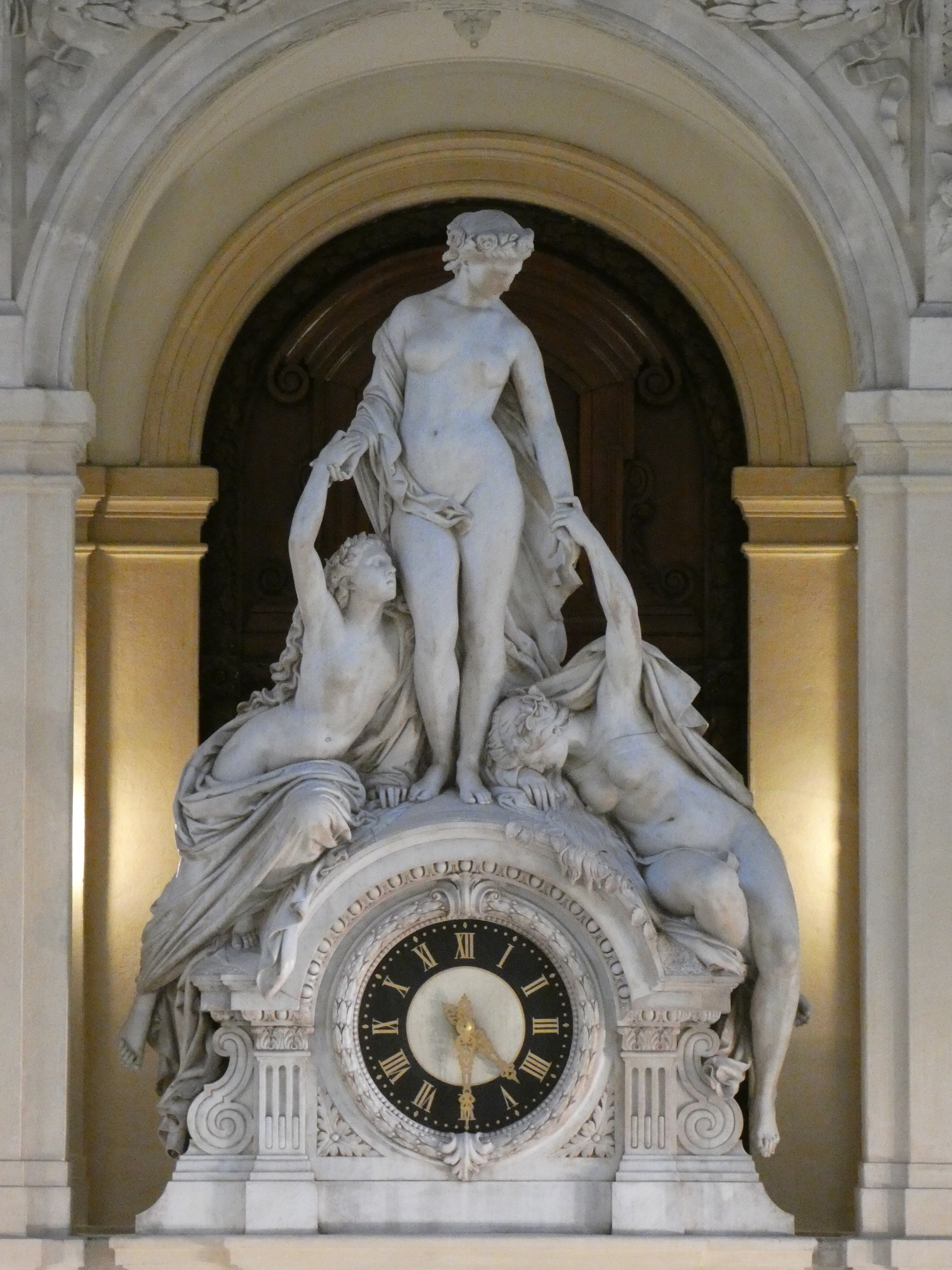
Les Heures de la vie (entre 1860 et 1863), Lyon, palais de la Bourse.

Sous le Second Empire, Jean-Marie Bonnassieux se voit confier plusieurs travaux à Paris, notamment pour le palais du Louvre, ainsi qu'à Lyon. En 1844, il réalise un groupe en bronze pour la fontaine Saint-Jean à Lyon, au côté de l'architecte René Dardel. La sculpture représente le baptême du Christ, elle est surmontée par un édicule inspiré de certains détails des maisons avoisinantes. Entre 1860 et 1863, Bonnassieux sculpte Les Heures de la vie, marbre destiné à orner une salle du palais de la Bourse de Lyon.
En 1855, il participe à l’Exposition universelle. La même année, il devient chevalier de la Légion d’honneur. À partir de 1860, il commence à se spécialiser dans la sculpture religieuse et produit alors de nombreuses statues de la Vierge qui sont souvent reproduites et éditées. En 1866, Bonnassieux est élu à l’Académie des beaux-arts. En 1878, il reprend la sculpture monumentale, notamment avec la statue de Mgr Georges Darboy pour la cathédrale Notre-Dame de Paris, dont l'esquisse en terre cuite est conservée à Paris au musée d'Orsay.

### Ses élèves
Peu de choses sont connues sur la carrière d’enseignement de Bonnassieux. On sait seulement qu’il a eu quelques élèves comme Jean Lagrange, Jean-Baptiste Hugues, François Truphème, ainsi que Jean Valette à partir de 1848, ou encore Giorné Viard après 1845, Émile Laporte vers 1881, à Paris.

### Décès

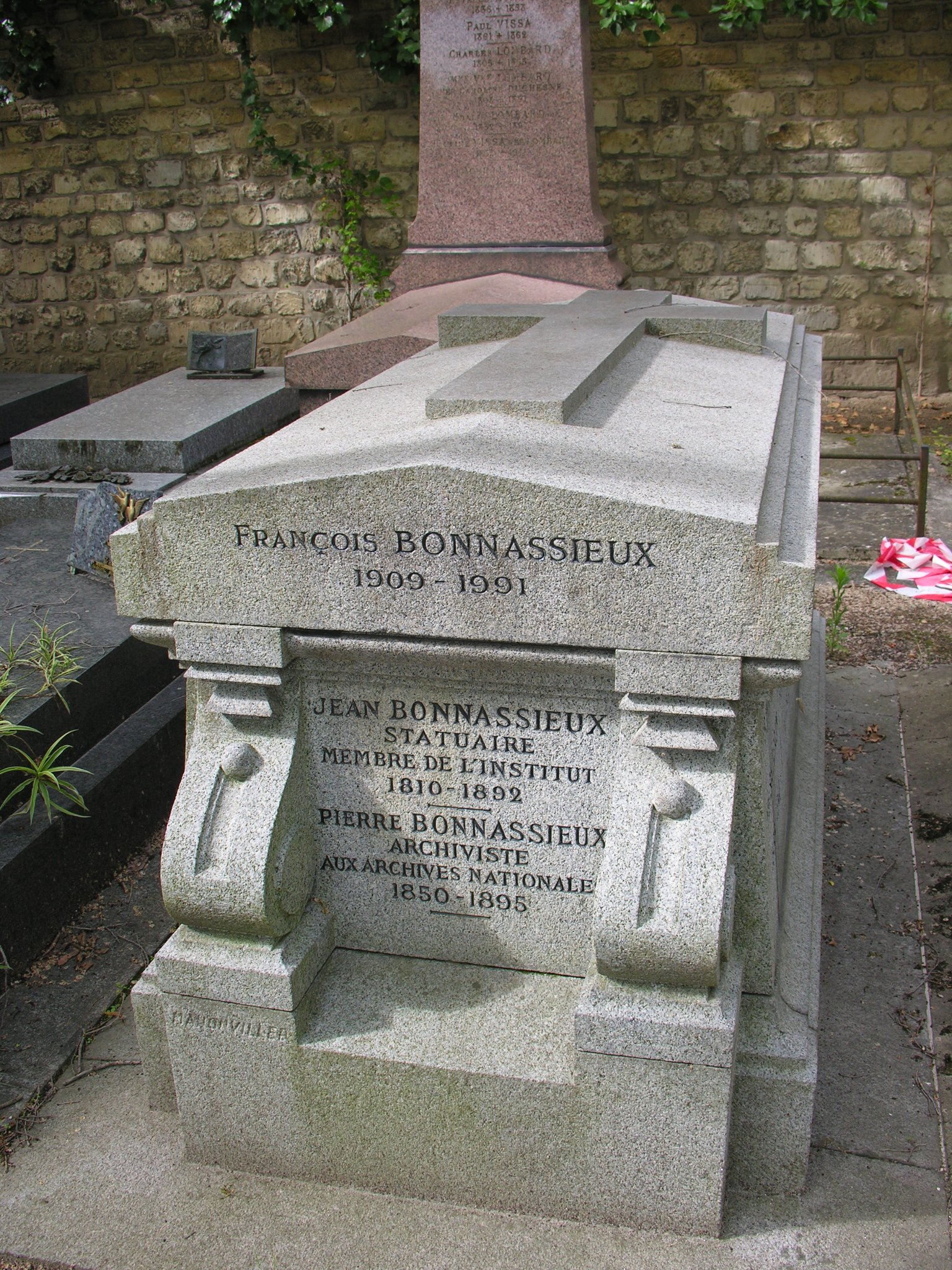
Tombe de Jean-Marie Bonnassieux au cimetière du Montparnasse (division 16).

Une rumeur circule autour du Puy-en-Velay à propos de Jean-Marie Bonnassieux, concepteur de la statue Notre-Dame de France qui surplombe la ville depuis 1860. Selon celle-ci, il se serait suicidé du haut de la statue après avoir réalisé que l'Enfant Jésus est placé sur son bras droit contrairement aux habitudes des statuaires. Or, c'était un choix volontaire pour permettre à Jésus de bénir la ville sans cacher le visage de sa mère.
Jean-Marie Bonnassieux meurt au matin du 3 juin 1892, soit 32 ans plus tard, à son domicile au 11, rue de Saint-Simon, dans le 7e arrondissement de Paris. La déclaration de décès est faite par son gendre Jean Victor Armagnac et son fils Jean Pierre Marie, archiviste paléographe.
Il est inhumé dans la 16e division du cimetière du Montparnasse.

## Son œuvre

### Style
Le style de Jean-Marie Bonnassieux se partage entre le courant du néo-classicisme, alors en vogue, et le genre de l’art chrétien auquel on associera ses sculptures religieuses.
La caractéristique du courant néo-classique se trouve dans sa volonté de retrouver « la raison » (selon le comte de Caylus[réf. nécessaire]). Il va pour cela s’inspirer de l’art antique afin de répondre aux « excès » du style rococo, affirmant une simplicité noble ainsi qu’une grandeur calme.
Jean-Marie Bonnassieux se démarque des sculpteurs pour sa pratique de l’art chrétien dans laquelle il excelle. Ce courant a pour but, entre exaltation de croyance et idéal religieux, de représenter l’« infinie beauté de Dieu » à travers la représentation de diverses figures saintes.
La sculpture religieuse conquiert largement l’espace public au XIXe siècle. Elle est le témoignage de la réaction catholique sous le pontificat de Pie IX qui instaure, notamment, le dogme de l’Immaculée Conception le 8 décembre 1854. Cette période de sécularisation (étymologiquement « rendre au monde »), qui consiste à rendre publics les biens privés de l’Église — ici notamment des figures religieuses en statue — permet d’introduire le XIXe siècle dans une notion moderne de « musée ». Ainsi, l’espace public devient un espace ontologique.[pas clair]

### La Mort de Socrate

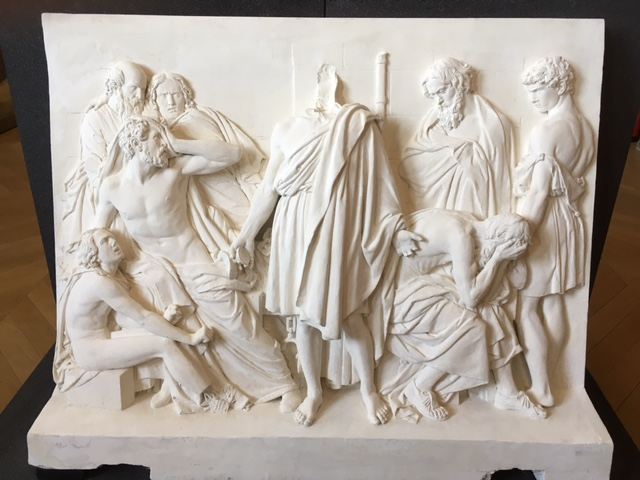
La Mort de Socrate ou Socrate buvant la ciguë (1836), Paris, École nationale supérieure des beaux-arts.

Jean-Marie Bonnassieux réalise en 1836 La Mort de Socrate, également appelée Socrate buvant la Ciguë, qui lui permet de remporter le grand prix de Rome de sculpture la même année. Cette œuvre lance la carrière du sculpteur. Grâce à cette distinction, Bonnassieux est pensionnaire de la villa Médicis à Rome de 1836 à 1842. S'ensuivent de nombreuses commandes, privées puis publiques. Bonnassieux œuvre d'abord à Rome avant de retourner en France où il travaillera le restant de sa vie.
La Mort de Socrate est un bas-relief en plâtre qui, par sa rigueur néoclassique, répond aux attentes de l'enseignement académique du XIXe siècle. La composition est articulée autour de Socrate, figure centrale insérée dans un triangle isocèle. De part et d'autre, ses disciples forment quant à eux des triangles rectangles.
Une ébauche en terre et une esquisse en plâtre de l’œuvre sont conservées dans la collection d'un descendant du sculpteur.

### L'Amour se coupant les ailes

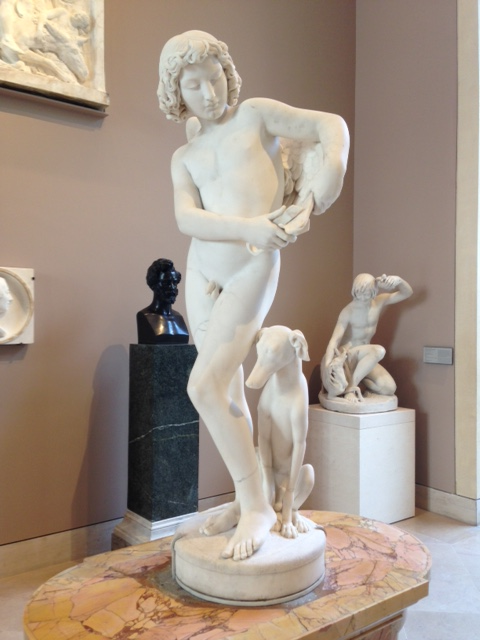
L'Amour se coupant les ailes (1841), Paris, musée du Louvre.

La sculpture L'Amour se coupant les ailes a été réalisée par Bonnassieux en 1841. Elle est aujourd'hui conservée à Paris au musée du Louvre. Cette statue en marbre finement exécutée propose une composition originale et gracieuse. Une certaine influence de Bouchardon peut être ressentie dans la torsion du corps et l'inflexion des jambes du personnage. Bonnassieux se serait probablement inspiré de L'Amour se taillant un arc dans la massue d'Hercule, qu'il a pu voir au musée du Louvre, ainsi qu'au musée du Capitole.
Cette œuvre connait un grand succès dès son exposition à Rome en avril 1841. Lors de son transport vers Paris le 3 juin 1841, l’œuvre est en partie endommagée ; les jambes sont brisées en plusieurs morceaux et le chien est complétement détaché de l'ensemble. La sculpture est rapidement restaurée dans les ateliers du Louvre. Bonnassieux chérissant son œuvre, est particulièrement affecté par cet événement, comme il l'exprime dans une lettre adressée à son maître et ami Dumont, le 19 août 1841 : « J'étais atterré sur le coup et je croyais ma vie brisée avec ma statue ».

### Les reliefs de l’église Saint-Médard de Tremblay-en-France
La commune de Tremblay-en-France (Seine-Saint-Denis) abrite deux bas-reliefs réalisés par Jean-Marie Bonnassieux en 1882. Les deux scènes présentent des passages de l'enfance du Christ, l'Adoration des bergers et la Fuite en Égypte. Elles ont été expressément commandées pour l'église par Monsieur Turenne, rentier et un membre du conseil municipal de la ville. Les deux reliefs présentant des fissures ont été restaurés et remis en place au printemps 2007.
L'Adoration des bergers est conçu dans une composition classique. Au centre, l'enfant Jésus est couché dans sa mangeoire, entouré de ses parents. Derrière Joseph, les bergers présentent leur respect au nouveau-né. Derrière Marie, cinq anges volants sont présents. L'espace est structuré par les rayons lumineux émanant du corps de l'enfant, qui témoignent de son essence divine. Dans cette représentation académique, Bonnassieux reprend sans surprise l'iconographie traditionnelle de ce passage biblique.
Le relief de La Fuite en Égypte propose une composition plus dynamique que son pendant. À gauche, Marie et Jésus sont assis sur l'âne. À droite, Joseph guide l'animal tout en prêtant un regard attentif à sa famille. Le mouvement est suggéré par les vêtements des personnages qui s'envolent vers la gauche, ainsi que les feuilles d'un palmier qui prennent la même direction. Cet arbre permet également de replacer la scène dans un contexte oriental.

## Œuvres dans les collections publiques
- Arcueil, collège Albert-Le-Grand : R.P. Captier, 1878, statue en marbre.
- Bagnères-de-Bigorre, ancienne église des carmes, fronton : La Multiplication des pains, 1856, bas-relief.
- Brest, cimetière de Brest[Lequel ?] : La Vierge aux anges, 1856, marbre ornant la tombe de Mme Menu du Menil, représente la défunte avec ses deux filles, emportées toutes trois par une épidémie.
- Dampierre, église paroissiale : Tombeau de la duchesse de Luynes, 1863, marbre
- Dreux :
  - chapelle royale : Ange, 1845, plâtre.
  - musée d'Art et d'Histoire : Résurrection, 1845, bas-relief en terre-cuite. La vigueur et la spontanéité de l’exécution viennent dramatiser la composition rayonnante de la scène : les personnages sont disposés suivant des obliques qui divergent depuis le tombeau.
- La Flèche, place Henri IV : Monument à Henri IV, 1856, statue en bronze d'environ 2,50 m, surmontant la fontaine de la place Henri IV, la statue est inspirée d'une statue de Guillaume Dupré (1576-1643)[14],[15].
- Lavaur, place de la Résistance : Monument à Las Cases, comte d’Empire, 1863, bronze[16].
- Le Puy-en-Velay : Notre-Dame de France, groupe statuaire, fonte de fer. Le 8 septembre 1855, jour de la fête de la nativité de la Vierge, le général Pélissier est vainqueur durant la guerre de Crimée au siège de Sébastopol. En signe de gratitude, il conseille à l'évêque Mgr de Morlhon, de solliciter auprès de l'empereur Napoléon III quelques-uns des canons pris à l'ennemi pour construire la statue que le diocèse du Puy souhaite dédier à Notre-Dame de France. Sculptée par Jean-Marie Bonnassieux, la statue réalisée en fonte de fer à partir des 213 canons de Sébastopol est inaugurée le 12 septembre 1860 devant 120 000 pèlerins. Elle mesure 16 mètres (22,70 m avec le piédestal) pour un poids total de 835 tonnes (110 tonnes pour la statue, 680 le piédestal en pierre et 45 son revêtement en fer)[17].
- Lyon, église Saint-Nizier : Vierge à l'Enfant au sommet du gâble de la façade ouest[18].
- Lyon, musée des Beaux-Arts :
  - La Modestie, 1846, marbre, no H 804. En juillet 1837, Bonnassieux exécute en quatre jours le portrait sculpté d’une jeune fille de la campagne, auquel il ajoute un voile sur la tête[19]. Il réalise en mars 1839 un premier marbre pour Louis Rambourg (daté « Rome 1840 », œuvre non localisée), qui est « jugé sévèrement par Ingres »[19]. Malgré cette critique, accompagnée de celles de l'Académie des Beaux-arts et de Dumont, l'œuvre rencontre un certain succès et est reproduite quatre fois[19]. Le plâtre original demeure dans l’atelier de Bonnassieux jusqu’à sa mort (œuvre non localisée). En 1842, Bonnassieux réalise un autre exemplaire pour lui-même (buste donné à la mairie de Panissières par ses descendants en 1992). Le troisième marbre, commandé à l'artiste et réalisé en 1846, est celui de Lyon. Ce buste a été déposé à l'hôtel de ville de Lyon de 1852 à 1894[19]. Un autre marbre est exécuté pour M. Terrat de Paris en 1884 (œuvre non localisée). Enfin, le dernier exemplaire connu est un marbre commandé par la baronne de Rothschild en 1891 (œuvre non localisée)[19];
  - Jean-François Terme, maire de Lyon et député du Rhône, signé et daté 1851, buste en marbre, no A 2834. Commande de la Ville de Lyon en 1850 pour la somme de 1 500 francs, réception de l'œuvre en 1851. Le buste a été déposé à l'hôtel de ville de Lyon vers 1860[20]
  - Portrait d’A. Bernard, 1852, médaillon en bronze, no 43.2.103. Médaillon pour son ami A. Bernard. Don de l’artiste en 1880 ;
  - Pierre Simon Ballanche, 1849, buste en marbre, no A 2825. Œuvre commandée à l'artiste par la Ville de Lyon en 1847 pour la somme de 1 800 francs et réceptionnée par le musée en 1849. Ce buste a été déposé au musée Gadagne en 1935, puis à la mairie du 5e arrondissement de Lyon de 1988 à 1993[20] ;
  - André-Marie Ampère, 1849, buste en marbre, no A 2826. Buste commandé à l'artiste par la Ville de Lyon en 1846 pour la somme de 1 800 francs. Cette œuvre a été déposée au musée Gadagne en 1935, puis à la mairie de Poleymieux-au-Mont-d'Or en 1941 (où elle se trouve encore aujourd'hui)[20];
  - Jean-François Legendre-Héral, 1879, marbre, no B 346. Commandé en 1875 par l'État (2 400 francs), envoyée au musée de Lyon en 1884[19]. La date de 1879 est inscrite sur le buste. Cette œuvre tardive « reflète l'admiration et l'affection qu'il portait à son premier maître »[19] ;
  - Le Révérend Père Captier, 1878, plâtre patiné, no H 2061. Statue donnée par les enfants de l'artiste en 1893[19]. Il s'agit de la maquette du monument inauguré le 3 juillet 1887 dans le parc de l'école Albert-le-Grand à Arcueil[19].
  - Stéphanie Louise de Queux de Saint-Hilaire, 1884, buste en terre cuite, no H 2046. Legs du marquis de Queux de Saint-Hilaire en 1890[20] ;
  - Auguste de Queux de Saint-Hilaire, 1877, buste en terre cuite, no H 2063 bis. Legs du marquis de Queux de Saint-Hilaire en 1890[20] ;
- Montbrison : Monument à Victor de Laprade, 1888, bronze.
- Roanne, musée des Beaux-Arts et d'Archéologie Joseph-Déchelette : Willy Campbell enfant, 1843, statue en plâtre.
- Paris :
  - cathédrale Notre-Dame de Paris :Mgr Georges Darboy, 1878, statue en marbre.
  - cimetière du Père-Lachaise : Jean-Dominique Ingres, 1868, buste en marbre ornant la sépulture du peintre.
  - École nationale supérieure des beaux-arts :
    - Socrate buvant la Ciguë, 1836, modèle en plâtre. Remporte le grand prix de Rome en 1836. Cette œuvre se caractérise par son haut-relief et son bas-relief. Le bas-relief en plâtre est une épreuve ancienne d’après la deuxième esquisse exécutée par Jean-Marie Bonnassieux lors du concours pour le prix de Rome. Il existe une autre esquisse moins aboutie conservée dans sa famille[réf. nécessaire] ;
    - Phocion, 1838, ronde-bosse en marbre, no 119. Réalisé alors que Bonnassieux est pensionnaire de l’Académie de France à Rome. Copie en marbre d’après l’antique du musée du Vatican. Hommage à l’homme d’État et général athénien qui combattit les Macédoniens et finit par boire la ciguë. Il apparaît sous l’appellation d’Ulysse parmi les Ambassadeurs d’Agamemnon et inspira de nombreuses figures dans les morceaux proposés au prix de Rome. « Cette copie, exécutée avec soin, rappelle convenablement le caractère de l’antique. On pourrait trouver quelque mollesse dans l’exécution de la tête, surtout dans les cheveux et dans la barbe. On doit pourtant féliciter M. Bonnassieux du choix de cette belle statue. »[réf. nécessaire]

  - église des Missions étrangères : Sainte Claire, 1879, statue en bois.
  - église Saint-François-Xavier : statue de la Vierge dans la chapelle axiale.
  - musée de l'Armée : Arthur-Jules Morin, 1883, buste en marbre, no 4354. Commande de l’État en 1880.
  - musée du Louvre :
    - L’Amour se coupant les ailes dit L’Amour fidèle, 1840, plâtre. Le modèle moulé au printemps 1838, exposé à la villa Médicis en janvier 1840, n'est pas localisé. Le marbre, exposé à Rome en avril 1841 et envoyé à Paris en juin, est brisé pendant le trajet mais restauré par le Louvre. Médaille d’or de l’exposition des envois de Rome aux Petits-Augustins en 1842. Louvre no 963. Le bronze de 1841 est exposé au musée du Luxembourg puis attribué au musée du Louvre après la mort de Bonnassieux ;
    - La Méditation, 1855, marbre, no 4620. Exposition universelle de 1855, Exposition de Londres en 1862. Œuvre de tradition néo-classique, destinée d’abord à la cour[Laquelle ?] du palais du Louvre, puis à la bibliothèque impériale, elle fut donné par l’empereur en 1864 à Napoléon[pas clair]. Détruite dans l’incendie du Palais-Royal en 1871. Une réplique en marbre a été placée au musée du Luxembourg (?) Cette statue a été acquise par Napoléon III sur la liste civile à l’EU[Quoi ?] de 1855 (?). On a reproché à Bonnassieux que la statue avait « un beau corps peu fait pour méditer ; elle a le front d’une courtisane grecque. »[réf. nécessaire] ;
    - Le Sage accueillant la Vérité et repoussant l’Erreur, 1878, groupe en pierre, couronnement du fronton du pavillon de Marsan aux Tuileries. Cette œuvre était à l'origine destinée à la Cour des comptes à la suite d'une commande de l’État[21].

  - musée d'Orsay : Mgr Georges Darboy, vers 1872, esquisse en terre cuite.
  - Bibliothèque nationale de France : Buste d'Honoré d'Albert, duc de Luynes, 1873, marbre.
- Poitiers, cathédrale Saint-Pierre : Le Cardinal Pie, 1888, marbre.
- Roanne, musée des beaux-arts et d'archéologie Joseph-Déchelette : Willy Campbell, 1841, plâtre. Exécuté alors que la famille Campbell était en séjour à Rome. Donné au musée de Roanne par la famille Bonnassieux. Le marbre est taillé en 1841, envoyé inachevé à Paris en 1841. Achevé en 1843 et envoyé à Sydney. L’enfant est représenté nu, assis sur un coussin. Ces portraits d’enfants, en pied, connaissent un certain succès depuis le début du siècle. Ce marbre n'est pas localisé.
- Saint-Cyr-au-Mont-d'Or, église : La Vierge mère, 1881, statue en marbre.
- Saint-Raphaël, basilique Notre-Dame de la Victoire : Saint François d’Assise étreignant la Croix, 1891. Dernière œuvre de Jean-Marie Bonnassieux. Commande du révérend père capucin Moyse pour la cathédrale, notamment permise grâce à la générosité des fidèles. Un décor lui fut créé afin de la mettre en valeur.
- Tarare, église Sainte-Madeleine : décors, 1884.
- Tremblay-en-France, église Saint-Médard :
  - La Naissance du Christ, 1880, bas-relief en terre-cuite ;
  - La Fuite en Égypte, 1882, terre cuite. Œuvre commandée par M. Turenne, rentier et membre du conseil municipal de la ville de Tremblay. Dans cette œuvre, Joseph guide le groupe. Les voyageurs sont représentés en mouvement comme le montre leurs vêtements qui s’envolent sur la gauche. Contrairement à ce qui était représenté auparavant par manque de connaissances des terres orientale, Bonnassieux, grâce à la campagne d’Égypte de Bonaparte en 1798, peut donner une réalité de la situation en la plaçant au milieu de palmiers. Cette interprétation des terres désertes semblent s’approcher davantage que les précédentes qui plaçaient cette scène dans un paysage européen[réf. nécessaire] ;
  - L'Adoration des bergers, 1882, terre cuite[22]. Composition classique centrée sur la figure de Jésus. Derrière Joseph on peut apercevoir les bergers montrant leur déférence à Jésus et, derrière Marie, cinq anges volants. La présence d’un bœuf et d’un âne complètent l’iconographie de la scène conformément aux attentes de représentation de cet épisode biblique. L’ensemble des rayons convergent vers Jésus, Bonnassieux souhaitait en effet représenter le rôle spirituel de guide qu’est Jésus dans le monde de la chrétienté. Commande de M. Turenne.
- Troyes, musée des Beaux-Arts, jardins de Chevreuse : David tendant la fronde, 1844, bronze. Le modèle en plâtre fut créé à la villa Médicis à Rome en 1840. Sujet d’envoi de sa dernière année, exposé à Rome en avril 1842, il est conservé à la villa Médicis jusqu’en 1877 d'où il fut envoyé à Paris pour être coulé en bronze (œuvre non localisée). Un modèle en plâtre fut exécuté en 1841, brisé en 1897 au palais du Louvre pendant qu’on l’emballait pour l’attribution au musée des Beaux-Arts de Lyon. Bonnassieux demanda qu’on lui envoie les morceaux brisés au Louvre afin de couler un modèle en bronze.

### Œuvre non localisées
- L'Abbé Gerbet, 1840, buste en bronze. Exécuté à Rome en 1840, amis de Lacordaire, évêque de Perpignan. Trois buste furent créés avec cette sculpture pour référence, dont celui de Lacordaire.
- Le Baptême des premiers chrétiens, bas-relief, plâtre, Rome, 1842. Exécuté à Rome en 1842, sans doute envoyé à Paris pour y être fondu en bronze, l'œuvre n'est pas localisée. Un bronze doré de 1842 a été commandé par Mgr Forbin-Janson à Rome (prison Mamertine). Le plâtre doré remplace le bronze qui n’est pas encore prêt en juin 1842 pour la fête de Saint Pierre et Saint Paul. Le relief est composé très simplement autour des Apôtres Pierre et Paul dont le rôle principal est souligné par l’ampleur de leurs vêtements. Bonnassieux souligne par la simplicité de l’ensemble l’importance qu’il accorde au caractère spirituel de l’œuvre.
- Régina, tête d’étude, 1843. Modelé à Rome.
- Gratia, tête d’étude, 1843. Modelé à Rome.
- Hyacinthe blessé par le disque d’Apollon, 1833.
- Mercure endormant Argus, 1838, bas-relief en plâtre. Exécuté à Florence et exposé à Rome en 1939 et à Paris en 1940. Cette œuvre devait-être réalisé lors de sa seconde année dans le cadre d’un travail de bas relief. Il a été dit[Par qui ?] que cette sculpture manquait de vérité et d’étude dans la forme en général mais qu’il y avait cependant dans cette œuvre l’intelligence du bas-relief et des plans généralement bien entendus. Bonnassieux travaillait en effet lentement sur cette œuvre, ne sachant dans quelle direction aller par un surplus d’imagination qu’il avait du mal à maîtriser. Cette incertitude l’amena à de nombreux changements puisqu’il avait un souci de la perfection et du mal à se séparer de ses créations[réf. nécessaire].
- Néna, tête d’étude, 1838. Exécutée et exposée à Rome en avril 1839 puis à Paris en 1840. Ingres souhaitait que Bonnassieux la rendit « historique », mais Bonnassieux refusa et lui conserva son caractère de portrait[réf. nécessaire].
- Comte Olivier de La Rochefoucauld, vers 1840, médaillon exécuté à Rome et expédié à Paris en 1841.
- Le père Lacordaire, 1840, buste en bronze.
- Princesse de Beauvau, 1841, buste en marbre. Modèle exécuté à Rome en une journée.
- Le Baptême du Christ, 1844.
- Ville, tête d’étude, 1841, plâtre. Exécuté à Rome en avril 1841 pour le David, puis expédié à Paris en juin. « […] cette tête offre assez de mérite, bien qu’on puisse y désirer plus d’étude. »[23]. Bonnassieux jugeant qu’elle avait un front trop court et quelque chose de masculin lui mis une couronne murale. Il a procédé comme avec La Modestie, avec une désinvolture à laquelle l’Académie fut sensible.
- La Résurrection, 1845.
- Comtesse de La Bunarada, 1841, buste[réf. nécessaire].
- Le Sage accueillant la Vérité et repoussant l’Erreur, 1878.
- Alcyon et Ceïx, 1841, groupe, esquisse en plâtre. Exécuté très rapidement à Rome, exposé en avril 1841 puis envoyé en juin à Paris. Bonnassieux a hésité à exécuter cette œuvre puisqu’il travaillait sur L’Amour se coupant les ailes, et l’Académie lui reprocha son peu d’investissement jugeant que « […] L’esquisse n’offre rien du sentiment et du style que devrait avoir un sujet grec ; la composition en est malheureuse sous tous les rapports. »[réf. nécessaire] Bonnassieux espérait que l’Académie serait plus indulgente en voyant son travail de plâtre avec l’Amour, mais il n’en fut rien.
- Comtesse de Caraman, 1842, buste en marbre, no 135. Envoyé à l’état d’ébauche à Paris en 1842, exposé au Salon de 1844. Sans doute la dernière œuvre de Bonnassieux faite à Rome. Anciennement conservé au château de Pange près de Metz.

Œuvres de Jean-Marie Bonnassieux
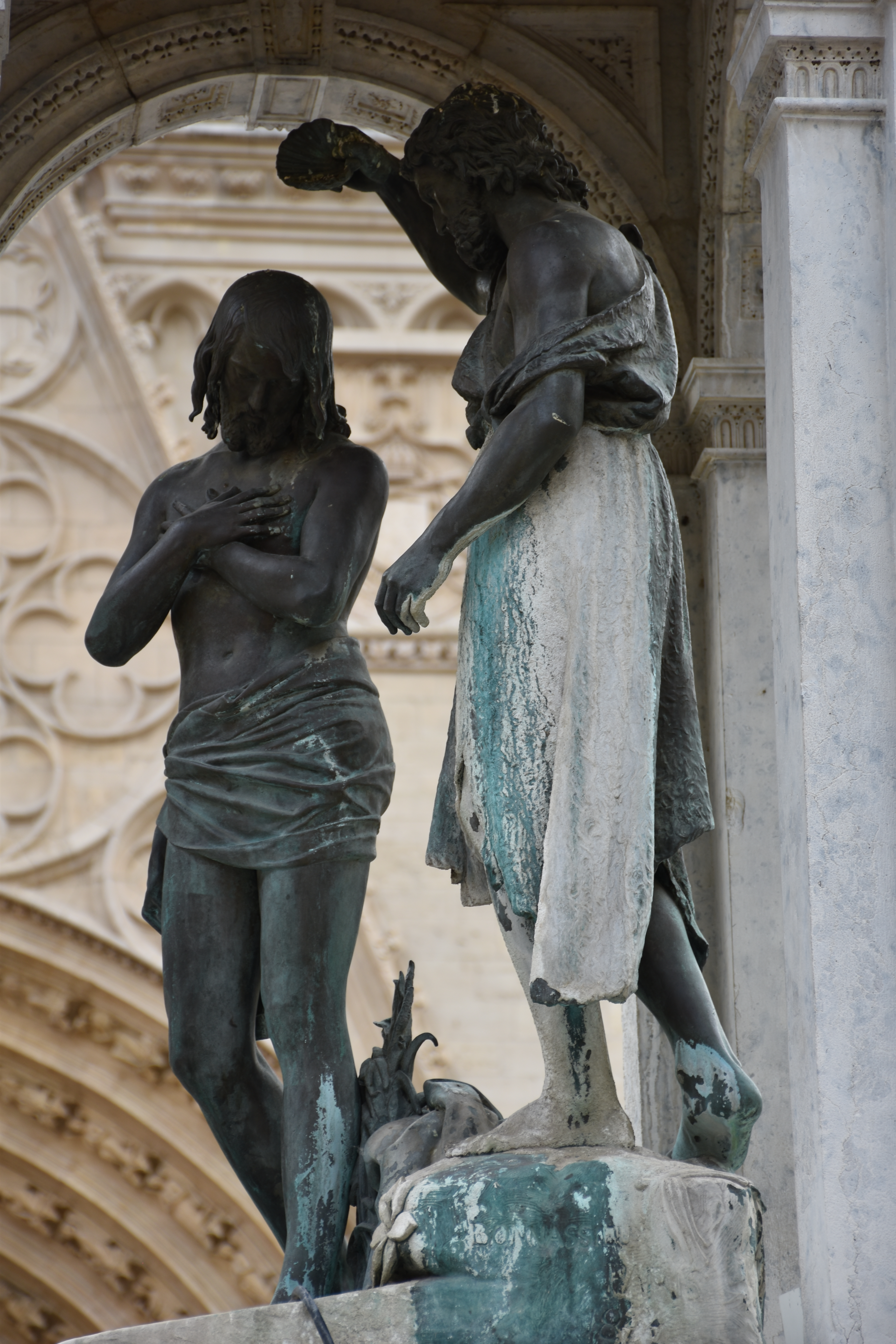
Le Baptême du Christ (1844), Lyon, place Saint-Jean.
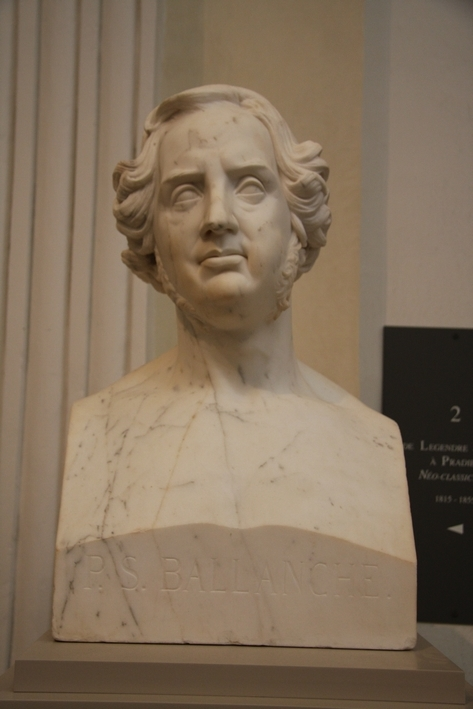
Pierre-Simon Ballanche (1849), musée des Beaux-Arts de Lyon.
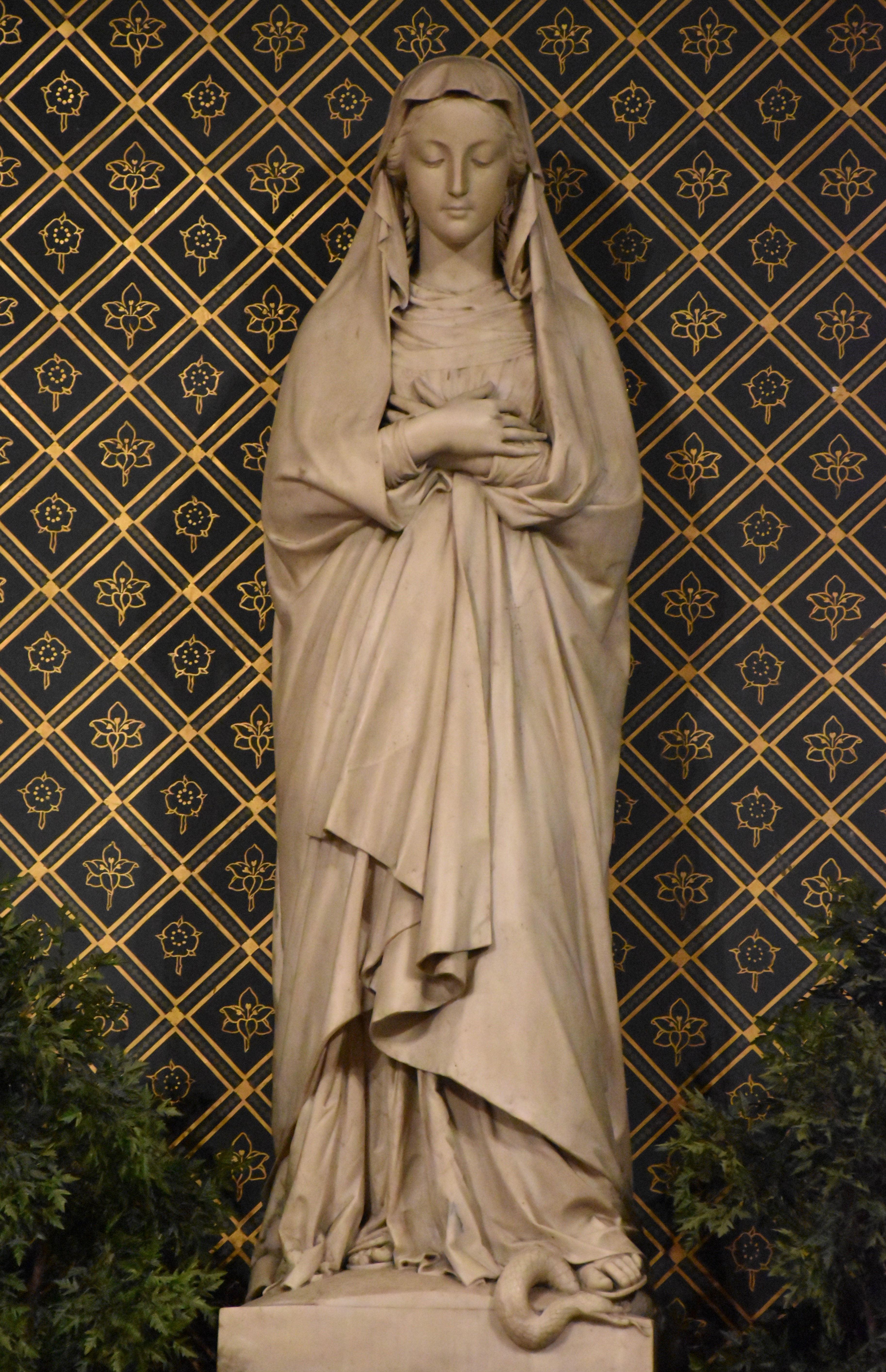
La Vierge immaculée (1851), Lyon, basilique Saint-Martin d’Ainay.
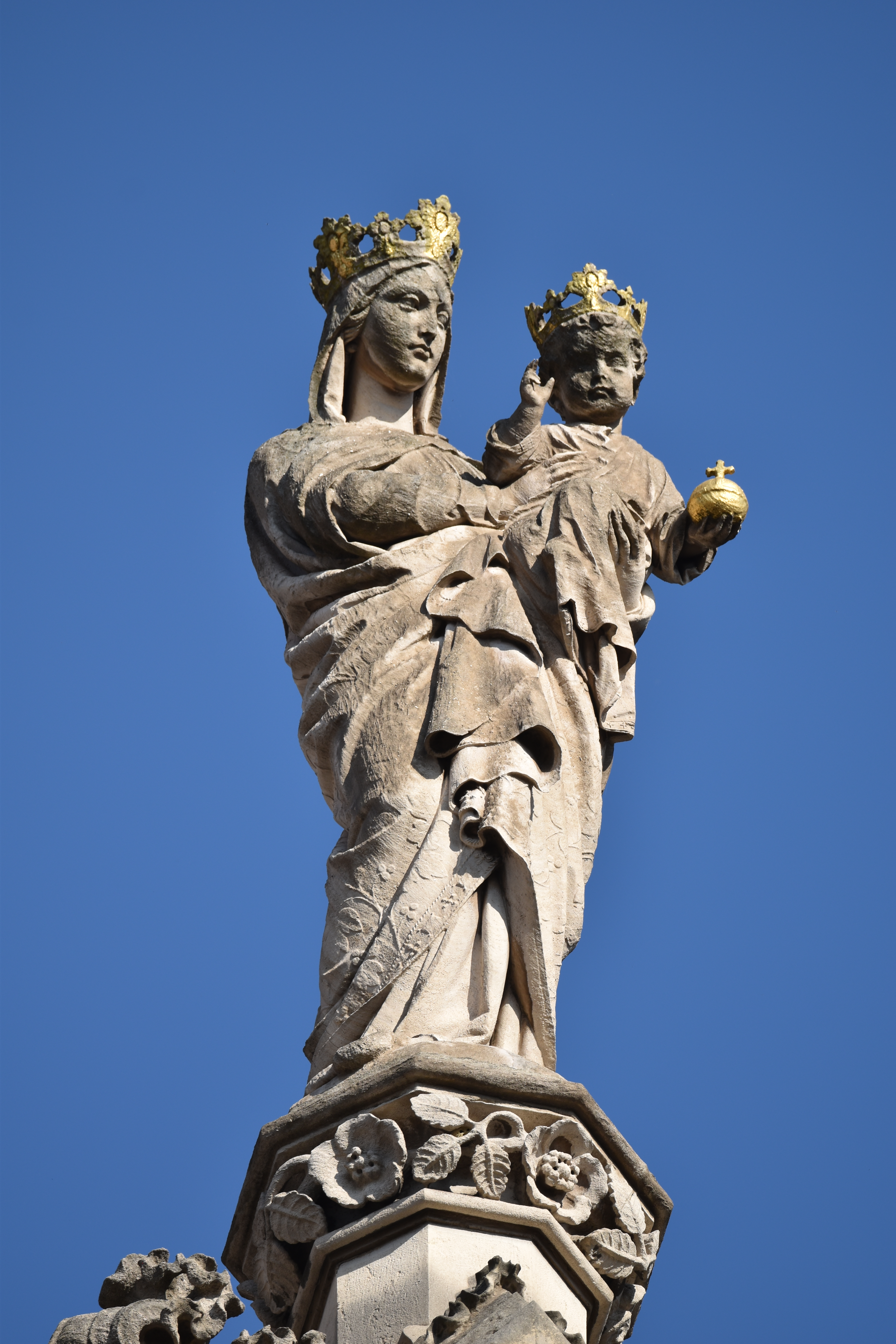
Notre-Dame de Grâce (1858), sur le pignon de l’église Saint-Nizier à Lyon.
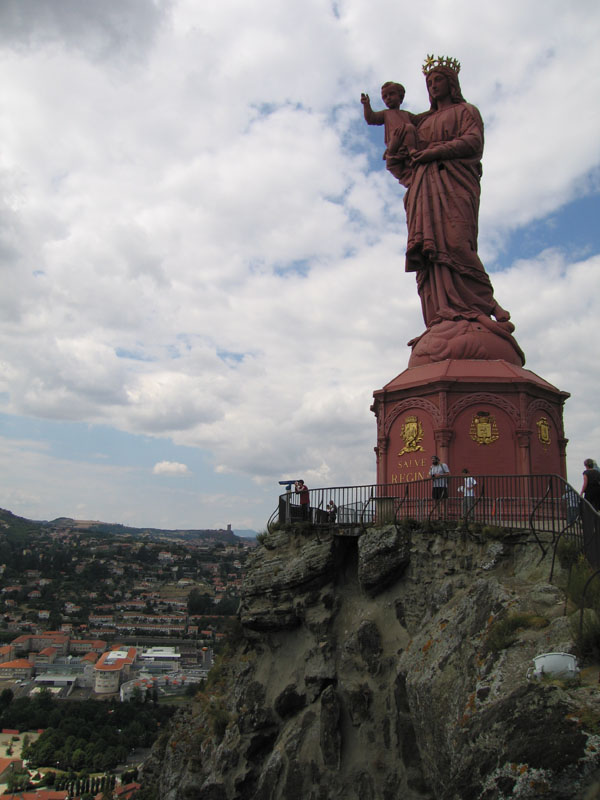
Notre-Dame de France (1860), Le Puy-en-Velay.
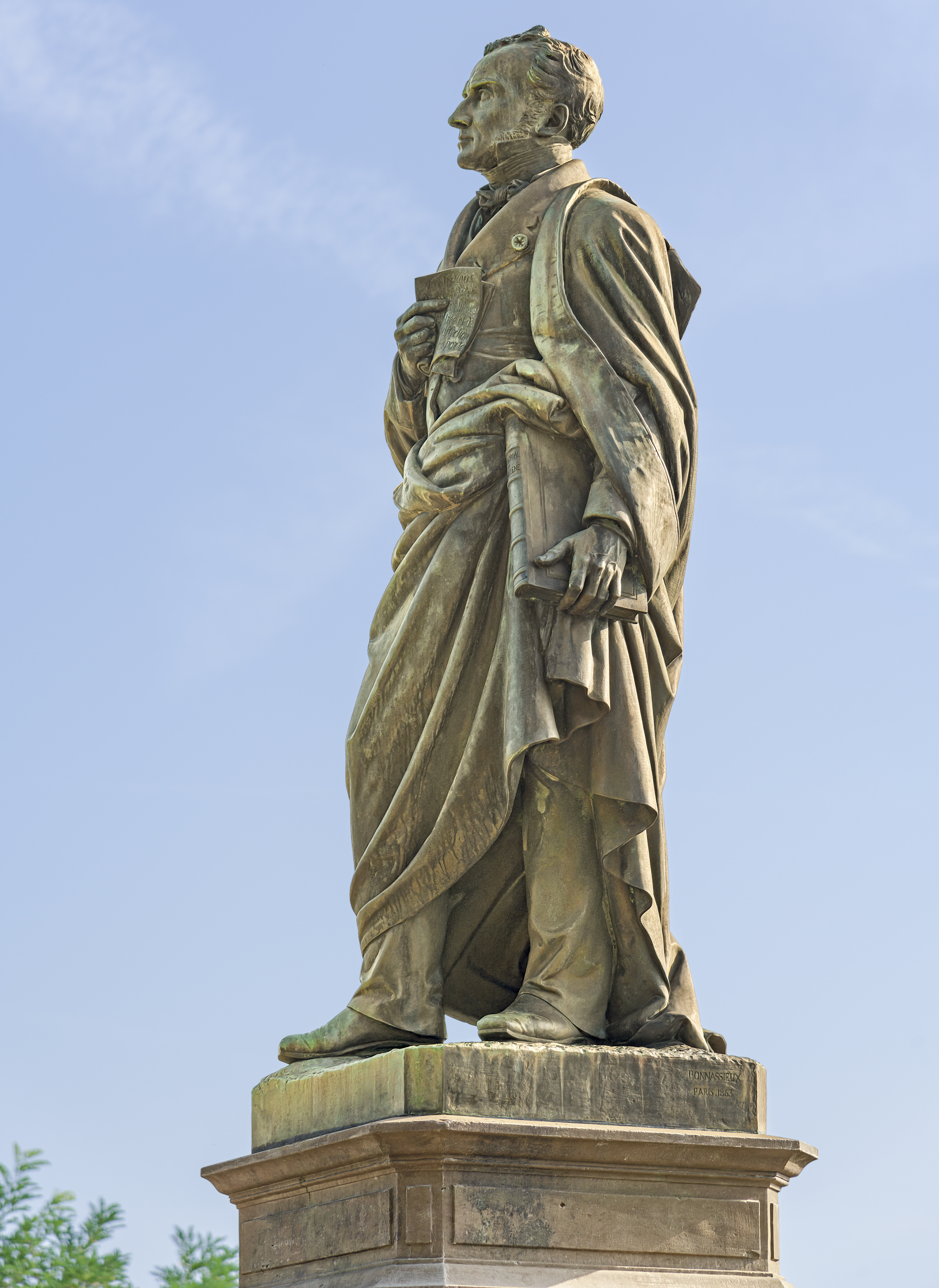
Emmanuel de Las Cases (1863), Lavaur.
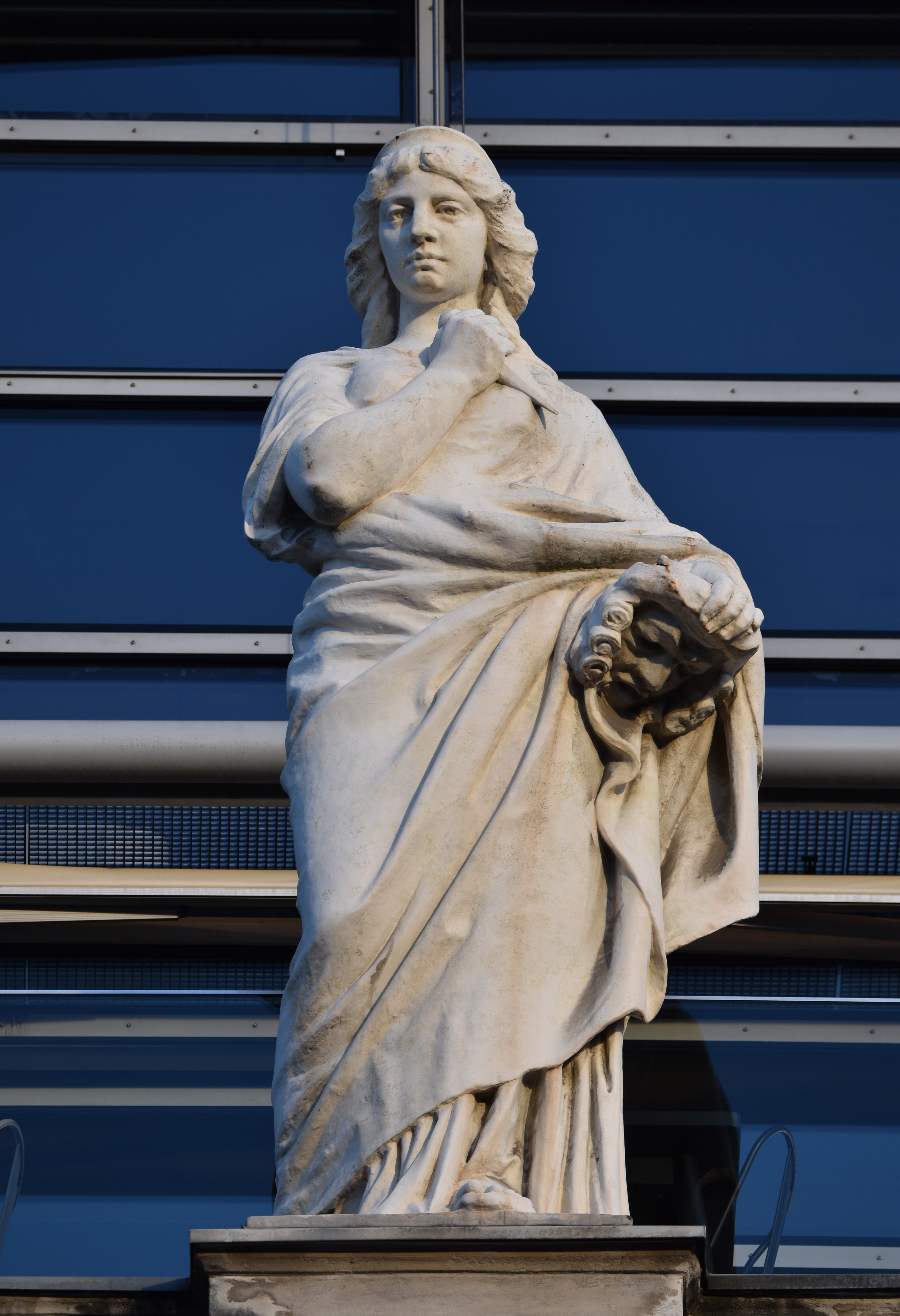
Melpomène (1863), Opéra de Lyon.
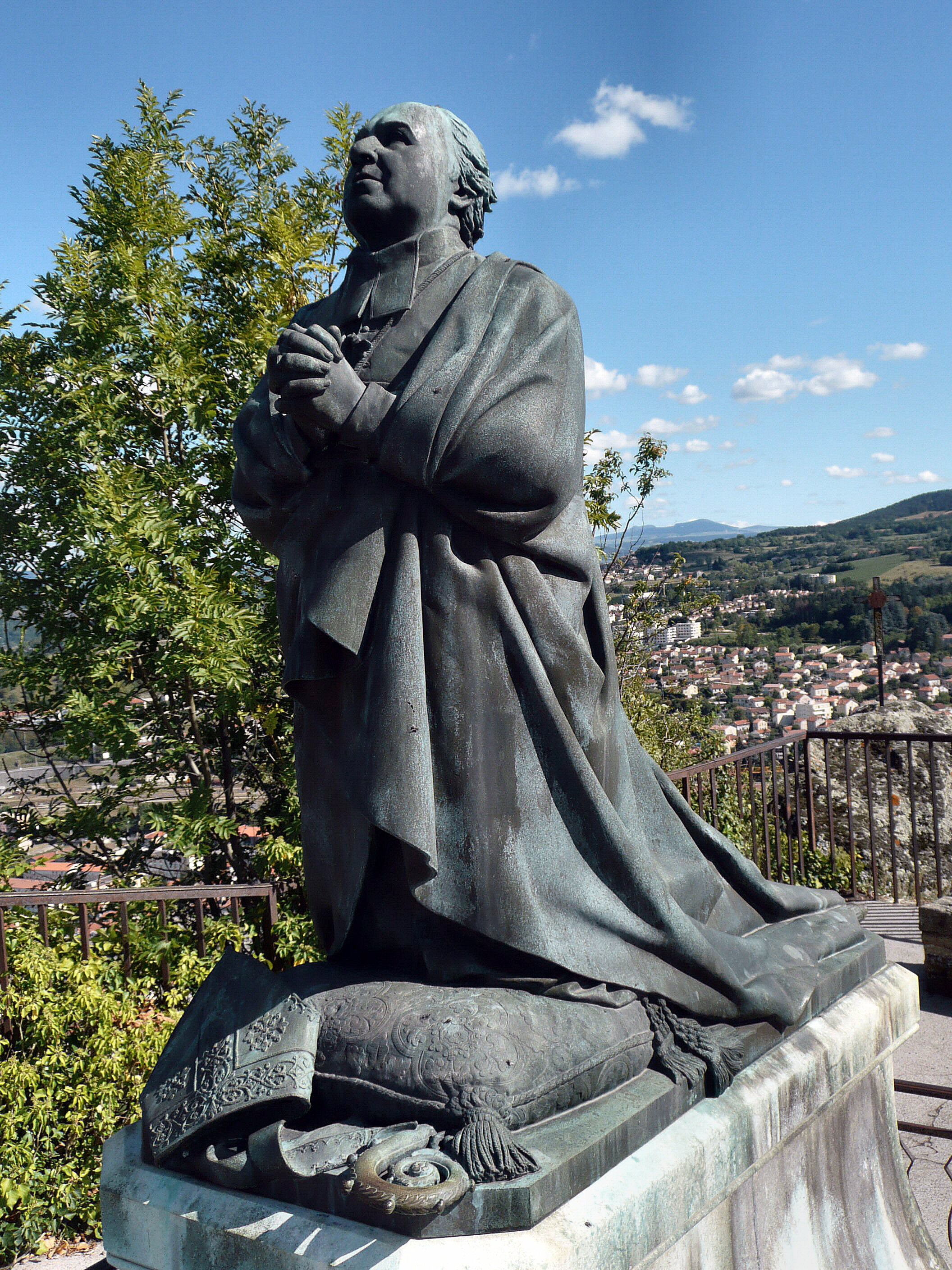
Mgr de Morlhon (1864), Le Puy-en-Velay, rocher Corneille.
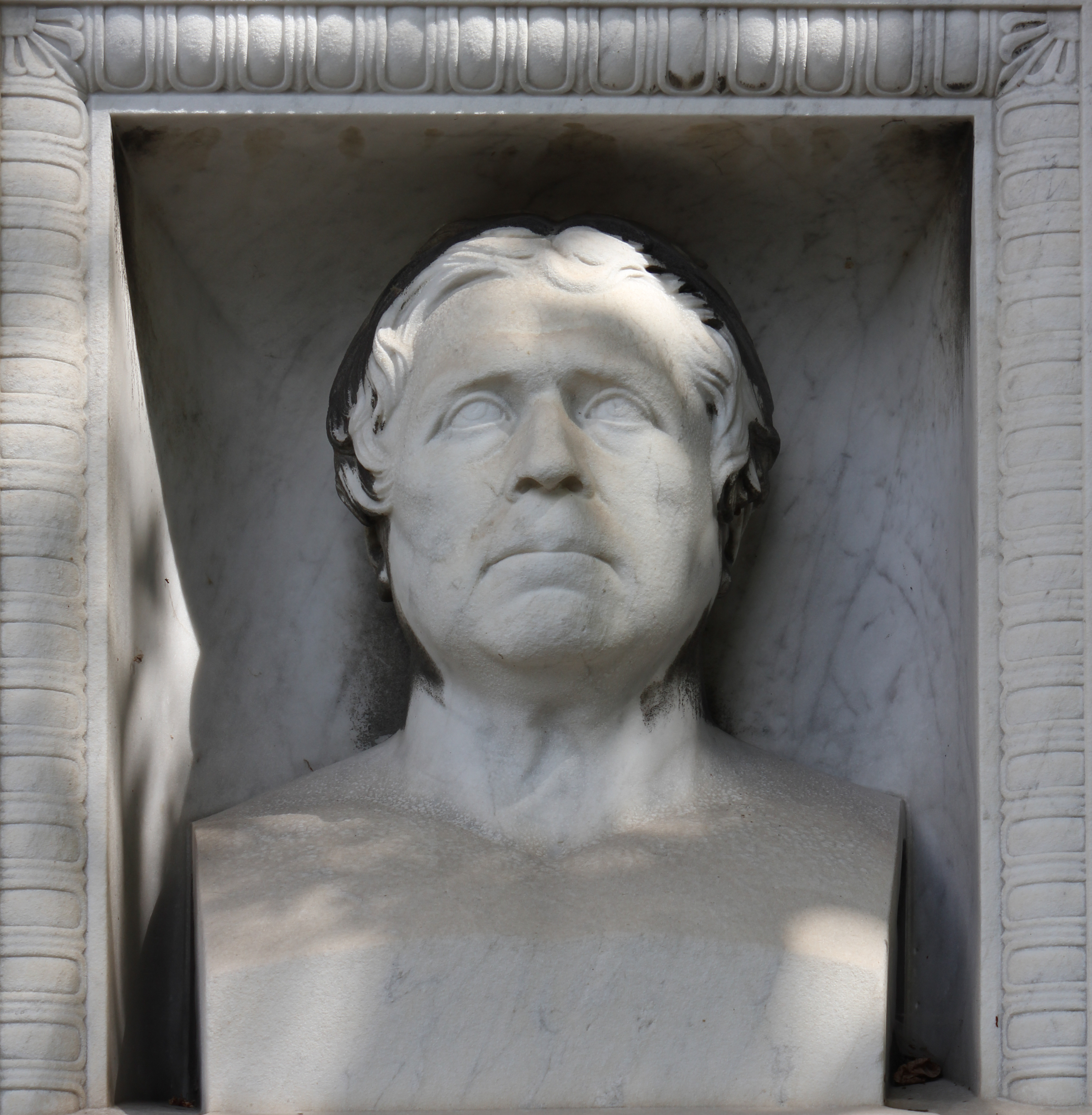
Jean Auguste Dominique Ingres (1868), Paris, cimetière du Père-Lachaise.
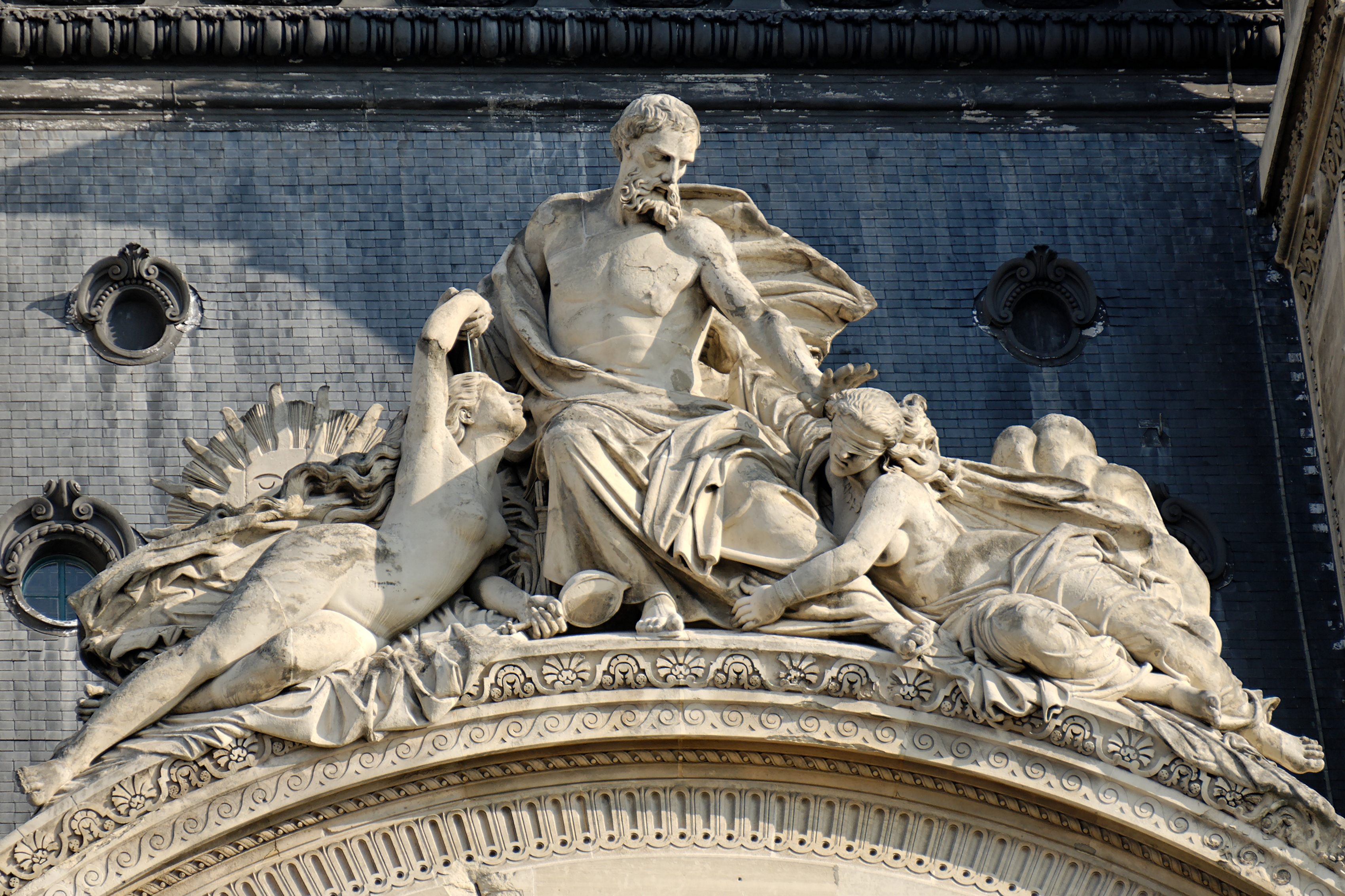
Le Sage accueillant la Vérité et repoussant l’Erreur (1878), fronton du pavillon de Marsan, Paris, palais du Louvre.
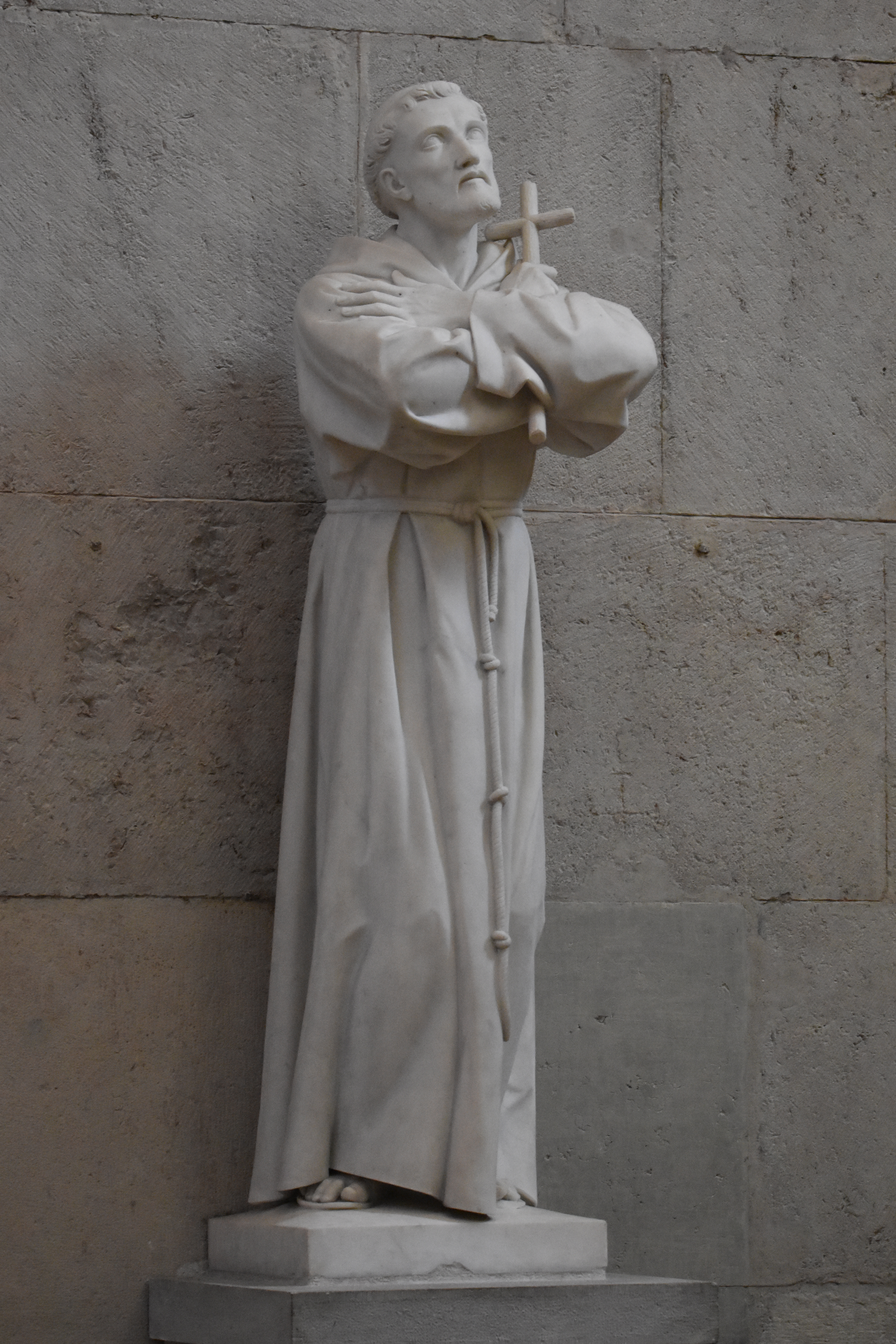
Saint François d’Assise (1892), Lyon, primatiale Saint-Jean.